# Farfan Airport
Farfan Airport är en flygplats i Colombia.   Den ligger i departementet Valle del Cauca, i den centrala delen av landet, 250 km väster om huvudstaden Bogotá. Farfan Airport ligger 955 meter över havet.
Terrängen runt Farfan Airport är platt åt nordväst, men åt sydost är den kuperad. Runt Farfan Airport är det tätbefolkat, med 308 invånare per kvadratkilometer. Närmaste större samhälle är Tuluá, 4,4 km öster om Farfan Airport. Omgivningarna runt Farfan Airport är en mosaik av jordbruksmark och naturlig växtlighet.